# 黃點梵鰕虎魚
黃點梵鰕虎魚，为輻鰭魚綱虾虎鱼亚目鰕虎鱼科的其中一種，分布於印度洋及太平洋海域，體長可達8.5公分。

## 外部連結
黃點梵鰕虎魚